# Embolia amniotica
L'embolia amniotica è una forma di embolia molto rara dovuta al passaggio di liquido amniotico nel torrente vascolare.

## Eziopatogenesi
Le porte d'entrata presunte attraverso le quali il liquido amniotico raggiunge la circolazione sanguigna sono le vene endocervicali (che sovente si lacerano anche in caso di parto eutocico), l'area d'inserzione placentare in particolare in caso di placenta previa, il distacco intempestivo di placenta normalmente inserita, il taglio cesareo (se l'incisione attraversa la placenta), le vene uterine (in seguito a trauma accidentale o taglio cesareo). Le conseguenze emboliche hanno una ripercussione a livello sistemico e sono in primo luogo rappresentate dall'occlusione meccanica dei piccoli vasi polmonari da parte del materiale sospeso nel liquido amniotico. All'azione meccanica dell'embolo si può aggiungere una reazione anafilattoide verso gli antigeni fetali oppure un quadro di coagulazione intravascolare, che sarà dapprima distrettuale e poi generalizzata; quest'ultima evenienza è scatenata dal materiale trombopiastrinico presente nel liquido amniotico. Le reazioni verso gli antigeni fetali dipendono soprattutto al materiale corpuscolato sospeso nel liquido amniotico ed in particolare dal meconio o particelle di vernice caseosa ma anche dai prodotti batterici (endotossine) in caso di amnionite.

## Epidemiologia
Secondo la recente trattazione di Locksmith (1999) la frequenza di embolia da liquido amniotico varia secondo le statistiche da 1 caso su 8 000 parti ad 1 caso su 800 parti. Nel 70% si verifica nel corso del travaglio e nell'11% dopo un parto vaginale. La stragrande maggioranza di queste pazienti ha avuto la rottura delle membrane.

## Fattori di rischio
Costituiscono elementi di predisposizione un travaglio di parto ipercinetico o precipitoso; l'uso di ossitocina; la presenza di meconio nel liquido amniotico; l'età materna superiore ai 35 anni; la multiparità; la morte del feto; la rottura intempestiva delle membrane; ogni forma di distocia.

## Segni e sintomi
Nei casi tipici si presenta acutamente con dispnea, tachicardia, cianosi, emorragia e spesso stati di shock e febbre.

## Diagnosi
L'embolia amniotica si deve sospettare in ogni paziente con membrane rotte in cui si manifesti improvvisamente un quadro caratterizzato da collasso, tachicardia, tachipnea e cianosi. Se ad esso si associa ipocoagulabilità ematica con riduzione del fibrinogeno e delle piastrine il sospetto di embolia viene ulteriormente confermato. I criteri critici per diagnosticare questa gravissima complicazione sarebbero: insorgenza di ipotensione acuta o arresto cardiaco; ipossia acuta; coagulopatia, assenza di altre manifestazioni cliniche che possono giustificare i sintomi; inizio in travaglio od entro 30 minuti da parto (per via vaginale o con il taglio cesareo) o da una revisione della cavità uterina per aborto. Altri elementi utili per l'accertamento diagnostico sono la dimostrazione di elementi fetali (vernice caseosa, cellule squamose, ecc.) nell'escreato oppure negli strisci di sangue prelevato da una grossa vena centrale, dall'atrio destro o dall'arteria polmonare (è necessario allestire gli strisci dalla frazione leucocitaria ottenuta per centrifugazione del campione di sangue). Anche la biopsia polmonare è stata usata per dimostrare la presenza di elementi di derivazione fetale. Si tratta di reperti validi solo in caso di positività ed inoltre non sempre è possibile giustificare o eseguire un cateterismo venoso centrale cardiaco né tanto meno una biopsia polmonare data l'invasività delle manovre.
Il riscontro di sole cellule squamose negli strisci di sangue periferico non è patognomonico per l'embolia amniotica; nel concentrato leucocitario di sangue prelevato dall'arteria polmonare sono state infatti riscontrate cellule squamose, sia pure in piccolo numero, anche in caso di gestanti sane e di donne al di fuori della gravidanza. Questo particolare reperto è stato attribuito al sito della puntura venosa stesso.
La diagnosi definitiva può essere posta sola all'autopsia in presenza del reperto, nel lume dei vasi polmonari, di elementi fetali che derivano sicuramente dal liquido amniotico: squame epiteliali, gocce di grasso, lanuggine fetale, vernice caseosa. Le difficoltà diagnostiche e l'imprecisione ineliminabile nella definizione dei singoli casi rendono ragione del fatto che la frequenza dell'embolia amniotica è valutata molto diversamente (da 1:8 000 a 1:80 000). È probabile che i casi lievi sfuggano del tutto all'osservazione; per di più molti casi mortali la diagnosi non viene accertata con sicurezza o perché non viene eseguita l'autopsia oppure perché il polmone non viene esaminato con la necessità di definire, a posteriori, un quadro embolico. Pur con queste limitazioni, si può ritenere che l'embolia amniotica condivida con le gravi emorragie ostetriche la caratteristica di essere la causa di morte materna più frequente in travaglio di parto e nelle prime ore dopo il parto. Vale la pena ricordare che secondo Meier e Bowes(1983) una sindrome identica a quella da embolia da liquido amniotico in casi molto rari può comparire anche nel corso del secondo trimestre di gravidanza.

## Terapia
La terapia della fase acuta si basa sulla gestione delle complicanze polmonari e cardio-circolatorie fino alla rianimazione cardio-polmonare. In assenza di emorragie è consigliabile l'uso di eparina per prevenire od arrestare la coagulazione intravascolare disseminata. L'inalazione di ossigeno con maschera è sempre indicata e nei casi più gravi è necessario ricorrere alla ventilazione assistita e a una intubazione tracheale. A seconda del caso si deve provvedere alla reintegrazione della volemia con soluzione isotonica di cristalloidi, alla correzione degli squilibri elettrolitici, alla somministrazione di cortisonici, di digitale, di antibiotici. Molti sconsigliano la soluzione di fibrinogeno con l'idea che aumenterebbe il materiale disponibile per la formazione di microtrombi. Se necessario le perdite ematiche andrebbero reintegrate con sangue intero. Alcune correnti di pensiero raccomandano di somministrare 500 mg di idrocortisone di sodio-succinato ogni 6 ore fino al miglioramento.

## Decorso
L'insorgenza è nella maggioranza dei casi acuta e l'evoluzione è spesso rapidamente mortale. Secondo alcune rilevazioni questa patologia è responsabile del 10-13 % delle morti materne ed è associata ad una mortalità fetale del 40% (Locksmith, 1999). Circa la mortalità materna dovuta specificatamente ad embolia del liquido amniotico secondo Gilbert e Danielsen(1999) sarebbe 26,4% e questa patologia avrebbe tendenza a ripetersi, nelle sopravvissute, in caso di successive gravidanze.
Nel caso in cui la paziente superi la fase acuta e sopravviva, spesso si manifesta una discoagulia secondaria alla coagulazione intravascolare disseminata (coagulopatia da consumo di fibrinogeno) che coinvolge soprattutto il letto vascolare polmonare, con il risultato di rallentare ulteriormente gli scambi respiratori, accentuare la dispnea ed aggravare la cianosi.  La prognosi è, nonostante le terapie, spesso infausta sia per la gestante che per il feto.

## Complicanze
Nell'embolia amniotica il rischio maggiore non deriva dai fenomeni emorragici, bensì dalla progressiva ostruzione del letto vascolare polmonare secondaria alla deposizione di microtrombi (cuore polmonare acuto). Qualche volta è possibile che l'embolia amniotica evolva verso la cosiddetta "sindrome respiratoria idiopatica dell'adulto" simile a quella ben nota del neonato. Superate le prime ore, nei casi meno gravi, l'intervento della fibrinolisi reattiva determina in breve la lisi dei microtrombi e la risoluzione del quadro clinico. Nella terapia, pertanto, bisogna evitare l'uso di farmaci inibitori della fibrinolisi.